# Siphona pusilla
Siphona pusilla är en tvåvingeart som beskrevs av Robineau-desvoidy 1830. Siphona pusilla ingår i släktet Siphona och familjen parasitflugor.
Artens utbredningsområde är Frankrike. Inga underarter finns listade i Catalogue of Life.